# Łomnica (województwo opolskie)
Łomnica (niem. Lomnitz) – wieś w Polsce położona w województwie opolskim, w powiecie oleskim, w gminie Olesno.
W latach 1954–1972 wieś należała i była siedzibą władz gromady Łomnica. W latach 1975–1998 miejscowość administracyjnie należała do województwa częstochowskiego.
W 1936 roku hitlerowska administracja III Rzeszy, chcąc zatrzeć słowiańskie pochodzenie nazwy wsi, przemianowały ją ze zgermanizowanej na nową, całkowicie niemiecką nazwę Gnadenkirch

## Galeria

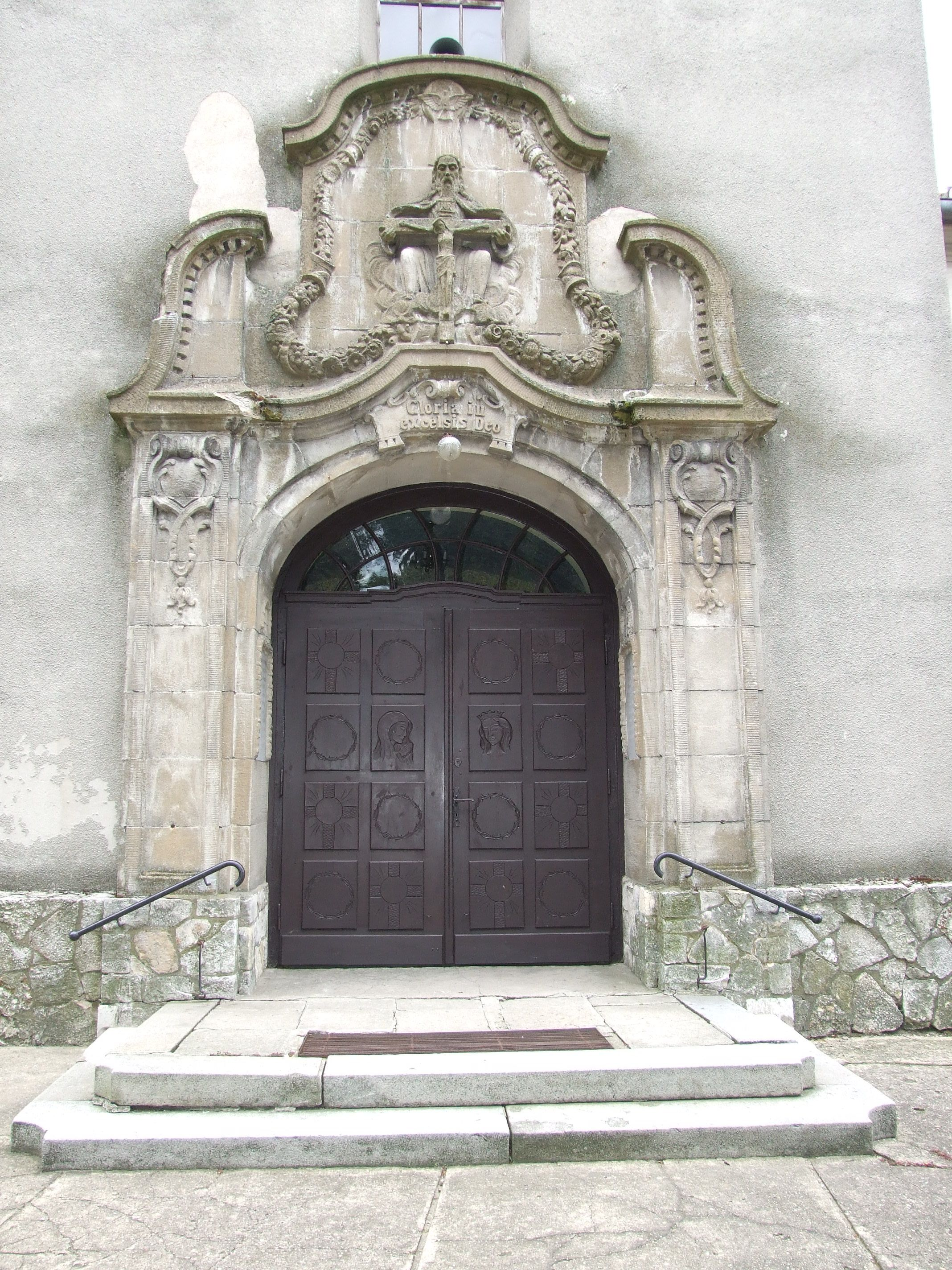
Wejście do kościoła
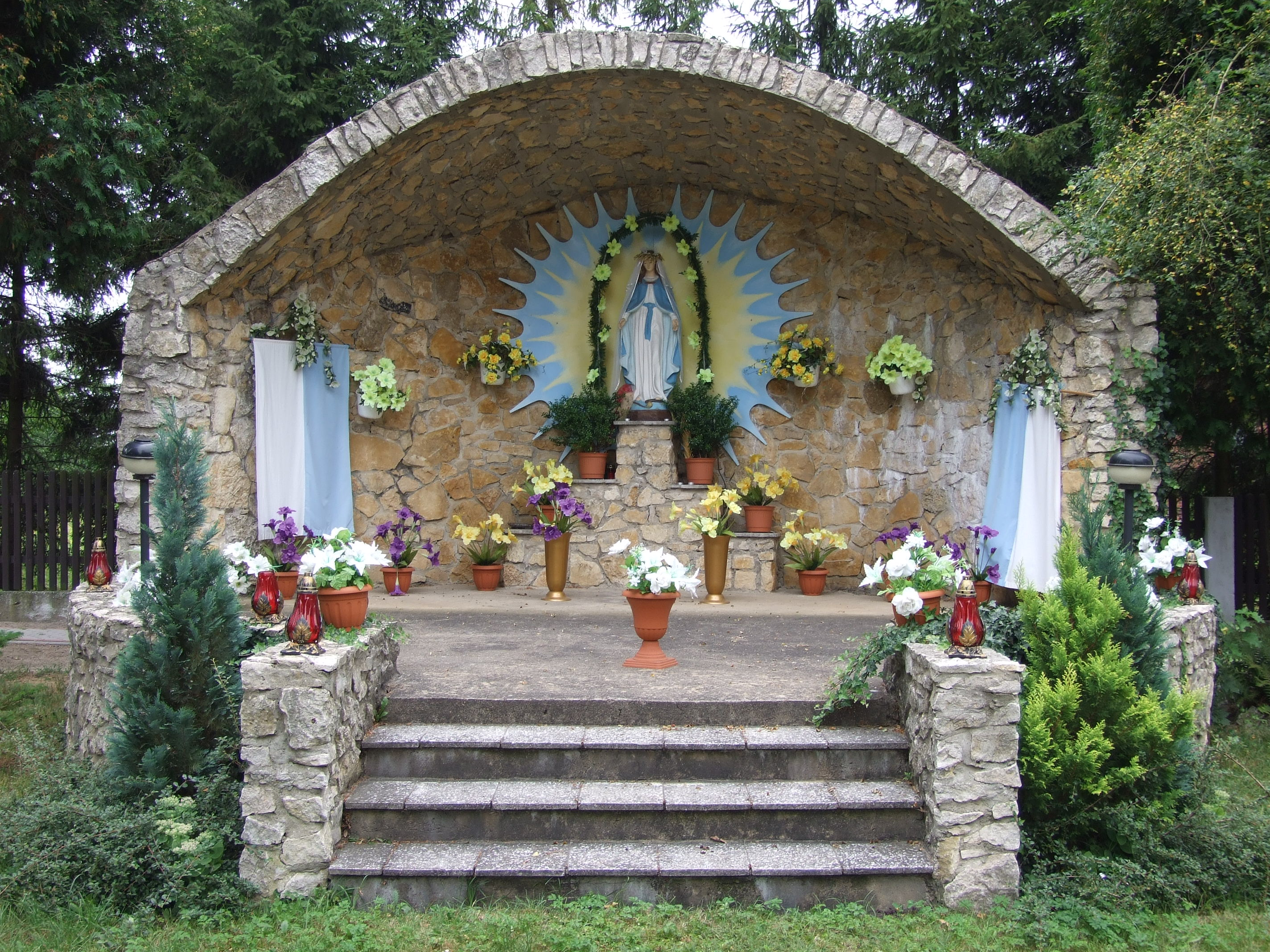
Grota nieopodal kościoła
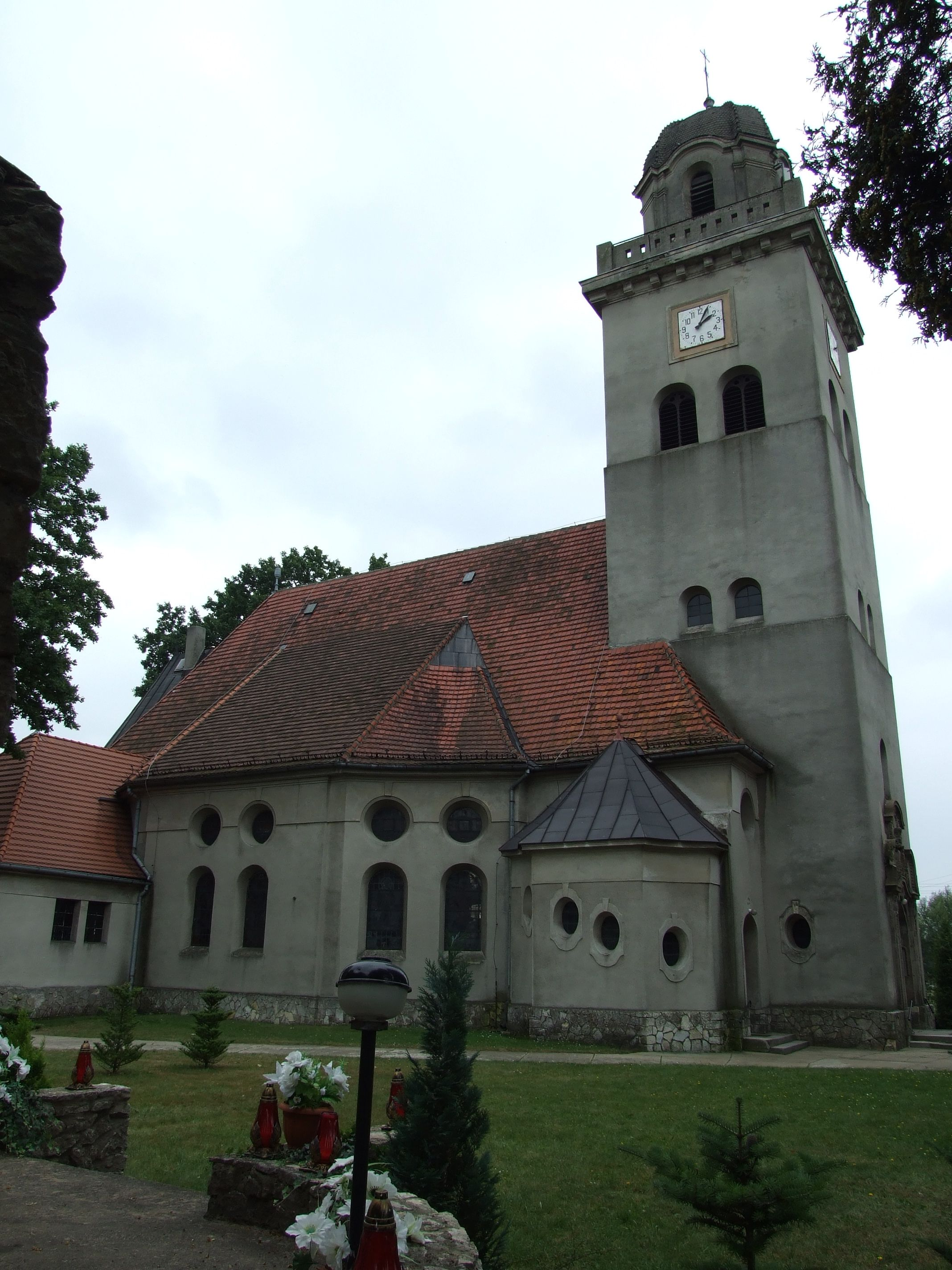
Kościół
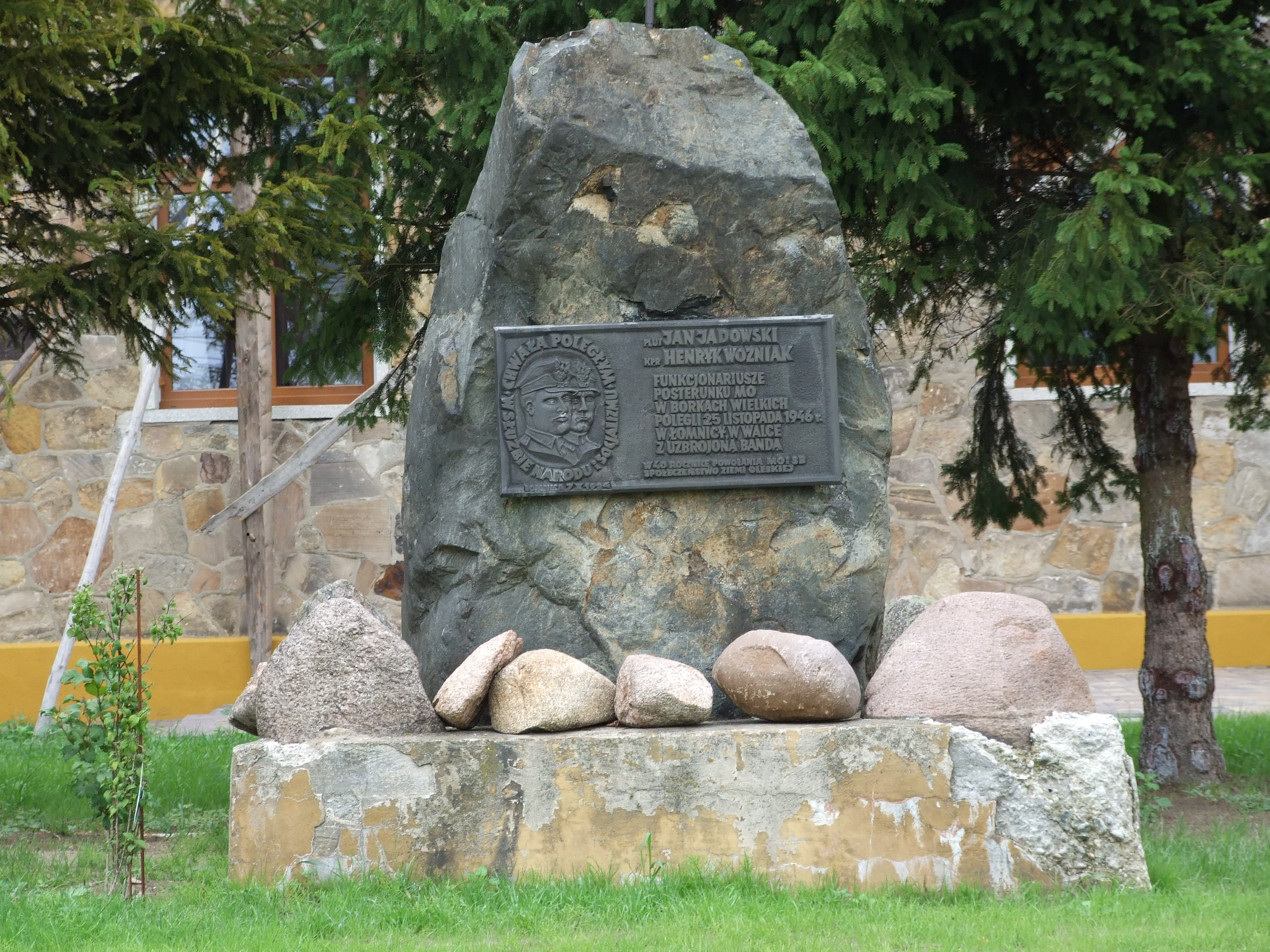
Pomnik Jana Jadowskiego i Henryka Woźniaka